# 小長谷部氏
小長谷部氏（おはせべし、おはせべうじ）は、日本の古代氏族のひとつである。

## 概要
起源は、5世紀末から6世紀初期に実在した武烈天皇の子代として設定された部民であるため、諱の「小長谷若雀命」に由来して小長谷部とされる。小長谷部は、武烈天皇の生活の資用に当てられた料地管理や皇居の警備、雑用の任に服していたものと考えられている。
日本書紀によれば武烈天皇3年には大伴室屋が信濃国の男丁（よぼろ）を集めて城を作るように武烈天皇から詔を受けているが、この「信濃国の男丁」は小長谷部のことであると考えられている。また万葉集に小長谷部笠麿の名があり、正倉院御物に調庸の麻布に小長谷部尼麿の名が見られ、いずれも信濃国に関係している。さらには、屋代木簡などから千曲川流域に沿って広く居住していたものと推定されている。
このことから長谷（ハセ～長野市篠ノ井塩崎長谷）・小谷（オウナ～千曲市八幡）・姨捨（オバステ）、などに転訛して、地名として冠着山（姨捨山）の麓に残されたと考えられ長谷寺やその境内にある式内社の長谷神社は小長谷部氏が創建したと考えられている。そして姨捨山の名についても小長谷部に由来するとされる。
他にも小長谷部氏の名は近畿からは遠い越中、遠江、甲斐、上野、下総など東国に見られている。